# التاميل ضد الإبادة الجماعية
التاميل ضد الإبادة الجماعية هي منظمة غير حكومية تأسست في عام 2008، ومقرها كولومبيا، ماريلاند في الولايات المتحدة، والتي احتجت بنشاط على الحرب الأهلية السريلانكية والإبادة الجماعية المزعومة للتاميل السريلانكيين في المقاطعة الشمالية، سريلانكا. وظفت منظمة التاميل ضد الإبادة الجماعية المحامي الأمريكي بروس فين، وذلك لتوجيه اتهامات بانتهاك حقوق الإنسان إلى اثنين من المسؤولين السريلانكيين المرتبطين بالحرب الأهلية في سريلانكا التي أودت بحياة الآلاف من المدنيين حسبما ورد.